# Chris Marquette
Chris Marquette, född 3 oktober 1984 i Stuart, Florida, är en amerikansk skådespelare.
Marquette har bland annat medverkat i TV-serierna Barry och Strong Medicine. Han har även medverkat i filmen Fanboys.

## Filmografi (i urval)
- 2000–2005 – Strong Medicine (TV-serie)
- 2003 – Freddy vs. Jason
- 2004 – The Girl Next Door
- 2006 – Alpha Dog
- 2007 – Remember the Daze
- 2007 – The Invisible
- 2009 – Fanboys
- 2011 – Ritualen
- 2018–2022 – Barry (TV-serie)